# 路德维希堡宫

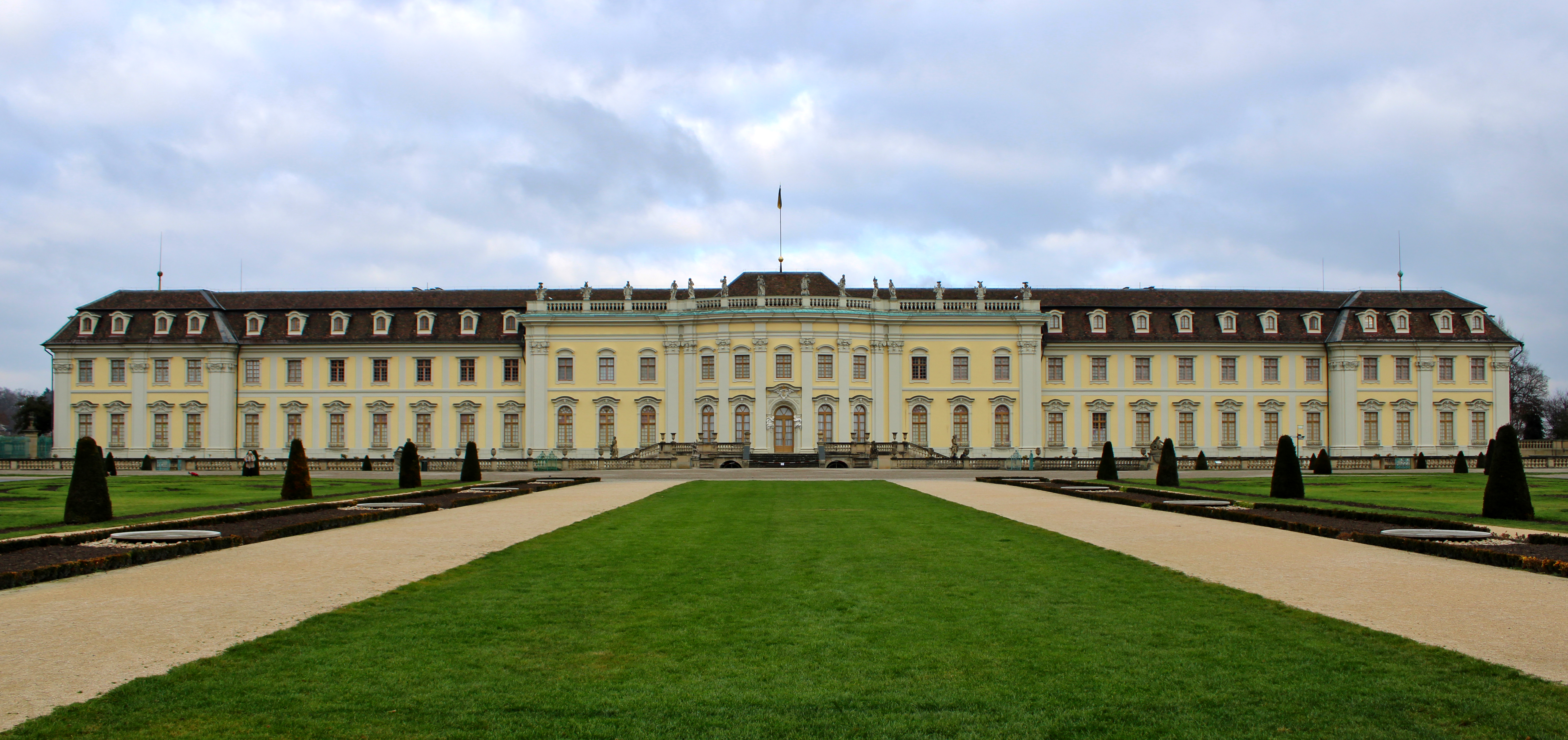
路德维希堡宫

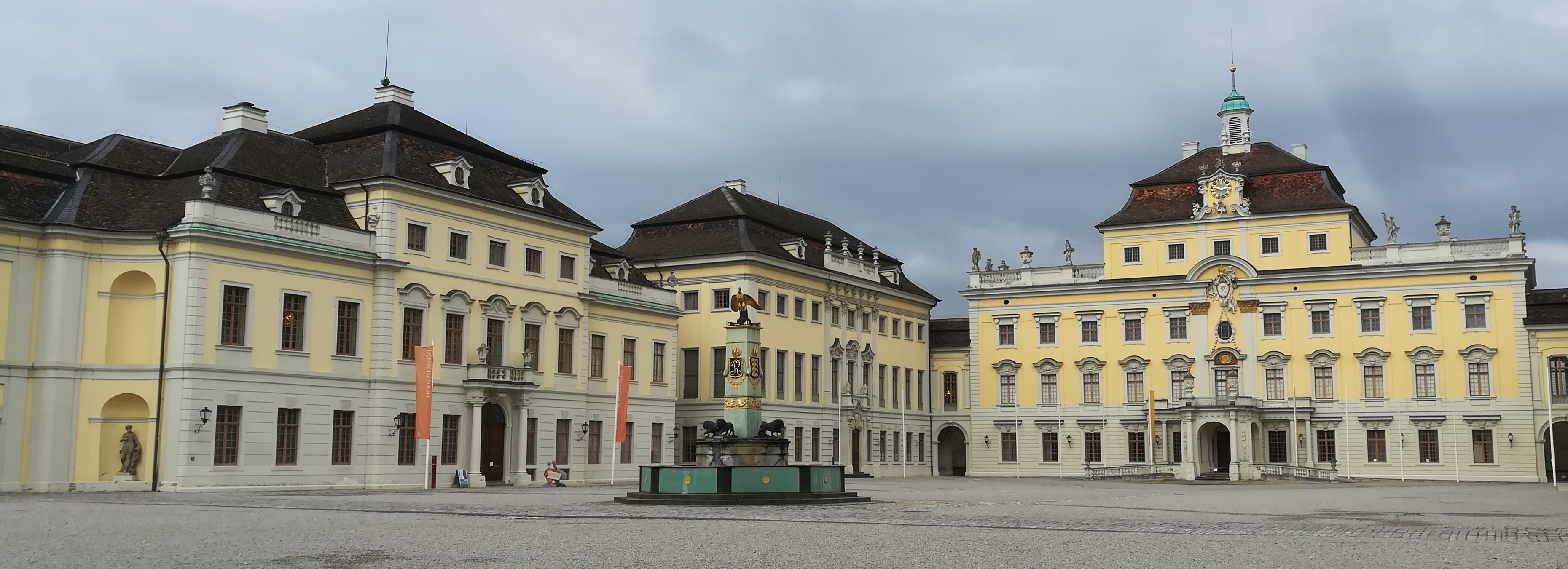
庭院

路德维希堡宫（德语：Residenzschloss Ludwigsburg）是一座历史建筑位于德国斯图加特市中心以北12公里的路德维希堡。它是德国最大的巴洛克宫殿之一。 

## 历史
从18世纪到1918年，它是符腾堡公国和符腾堡王国（1806年起）的主要宫殿。